# آب‌بندی القایی
آب بندی القایی با عبور یک بطری در دار از زیر مهر و موم القایی در یک فرایند بدون تماس، یک مهر و موم بدون منفذ ایجاد می‌کند. سر آب بندی سیستم یک میدان الکترومغناطیسی تولید می‌کند که آستر فویل داخل کلاهک را گرم می‌کند. فویل گرم به نوبه خود پوشش بَسپار را بر روی مهر و موم داخلی ذوب می‌کند. گرما، همراه با فشار درپوش، باعث می‌شود که مهر و موم داخلی به لب ظرف بچسبد و در نتیجه یک مهر و موم بدون منفذ می‌شود.
آب بندی القایی فرایند اتصال مواد ترموپلاستیک توسط گرمایش القایی است. این شامل گرمایش کنترل شده یک جسم رسانای الکتریکی (معمولاً فویل آلومینیوم) با القای الکترومغناطیسی، از طریق گرمای تولید شده در جسم توسط جریان‌های گردابی است.

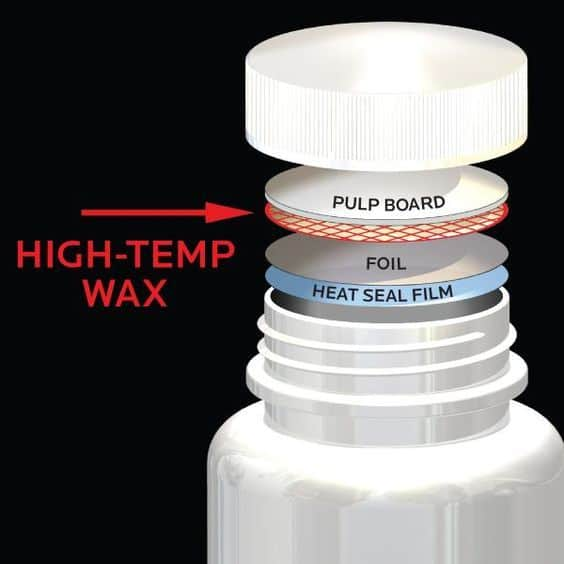
نمونه از یک مهر و موم شده القایی

آب بندی القایی در بسیاری از انواع تولیدات استفاده می‌شود. در صنعت از آن برای ساخت بسته بندی مانند تشکیل لوله از مواد انعطاف‌پذیر، اتصال بسته‌های پلاستیکی به فرم بسته بندی و غیره استفاده می‌شود. بیشترین استفاده از آب بندی القایی آب بندی درپوش است. یک روش غیر تماسی برای گرم کردن یک مهر و موم داخلی تا مهره‌های پلاستیکی و شیشه ای را به خوبی بسته بندی کند. این فرایند آب بندی پس از پر شدن انجام می‌شود.

## فرایند آب بندی القایی
محفظه با آستر لایه آلومینیومی فویل به بطری عرضه می‌شود. اگرچه آسترهای مختلفی برای انتخاب وجود دارد ولی یک آستر القایی معمولی چند لایه است، لایه بالایی یک ورقه کاغذی است که به‌طور کلی به درپوش چسب خورده‌است، لایه بعدی مومی است که برای اتصال لایه ای از فویل آلومینیوم به جسم خمیر مانند استفاده می‌شود. لایه زیرین یک فیلم پلیمری است که ورقه ورقه شده‌است. پس از استفاده از درپوش یا بسته شدن، ظرف از زیر یک سیم پیچ القایی عبور می‌کند، که یک میدان الکترومغناطیسی نوسانی را منتشر می‌کند. با عبور ظرف از زیر سیم پیچ القایی (سر آب بندی)، فویل آلومینیومی رسانا به دلیل جریان گردابی شروع به گرم شدن می‌کند. گرما موم را ذوب می‌کند، که در پشت خمیر جذب می‌شود و فویل را از کلاه آزاد می‌کند. فیلم پلیمر نیز گرم شده و بر روی لب ظرف قرار می‌گیرد. وقتی خنک می‌شود، پلیمر با ظرف پیوند ایجاد می‌کند و در نتیجه یک محصول مهر و موم شده تولید می‌شود. که این فرایند بر روی ظرف و محتوای آن تأثیر منفی نمی‌گذارد و گرمای تولید شده به محتوای آن آسیب نمی‌رساند.

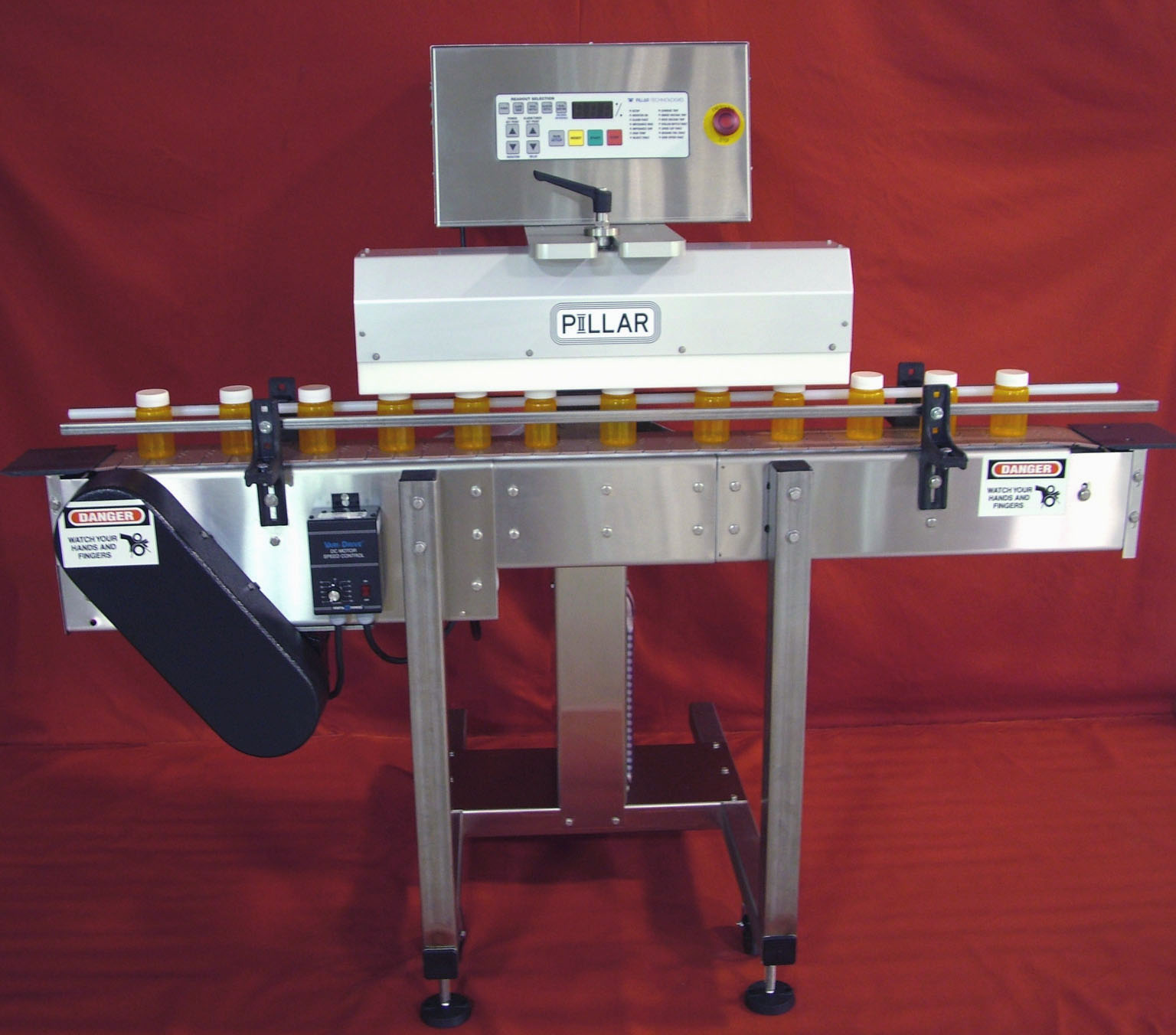
سیلر القایی با نوار نقاله

گرم شدن بیش از حد فویل باعث آسیب رساندن به لایه آب بندی و هرگونه مانع محافظتی می‌شود که می‌تواند حتی هفته‌ها پس از فرایند آب بندی اولیه، منجر به مهر و موم معیوب شود، بنابراین اندازه‌گیری مناسب آب بندی القایی برای تعیین دقیق سیستم و اجرای یک محصول خاص، حیاتی است. آب بندی را می‌توان با واحد دستی یا با سیستم نوار نقاله انجام داد.

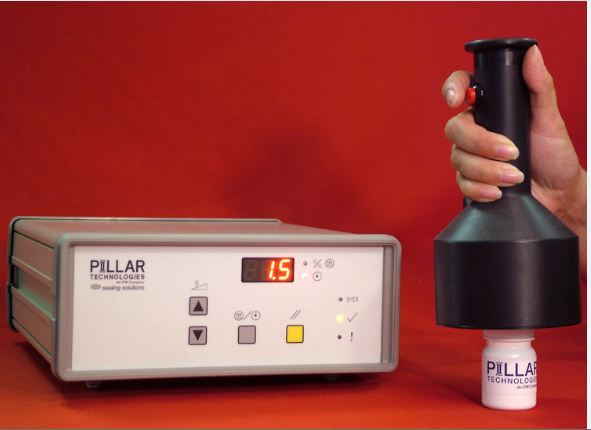
سیلر القایی دستی Hand Held

## مزایا آب بندی القایی
دلایل مختلفی وجود دارد که شرکت‌ها از آب بندی القایی استفاده می‌کنند:
- پیشگیری از نشت
- ماندگاری
- حفاظت از تخلف و سرقت بسته بندی
- سرعت تولید

### پیشگیری از نشت
برخی از شرکت‌های حمل و نقل برای جلوگیری از ریختن مواد شیمیایی خطرناک به سایر محموله‌ها، محصولات شیمیایی مایع را قبل از حمل و نقل پلمپ می‌کنند.

### ماندگاری
آب بندی القایی باعث جلوگیری از نفوذ آلاینده‌های ناخواسته به محصولات غذایی می‌شود و بنابراین به افزایش ماندگاری برخی محصولات کمک می‌کند.

### حفاظت از تخلف
ظروف مهر و موم شده با روش القایی باقی مانده قابل توجه روی ظروف پلاستیکی از خود آستر، از شکسته شدن محصول جلوگیری می‌کنند. شرکت‌های دارویی آسترهایی را خریداری می‌کنند که به‌طور عمدی بقایای فیلم آستر / فویل را روی بطری‌ها باقی می‌گذارند. شرکت‌های غذایی که از مهرهای القایی استفاده می‌کنند، پس مانده آستر را نمی‌خواهند زیرا ممکن است در هنگام توزیع، خود محصول تداخل ایجاد کند. آنها، به نوبه خود، بر روی محصول اعلام می‌کنند که برای محافظت از آنها، به روش القایی مهر و موم شده‌است. به مصرف‌کننده اطلاع دهید که هنگام خروج از کارخانه مهر و موم شده‌است و قبل از استفاده باید مهر و موم سالم را بررسی کند.

## انواع محصولاتی که از آب بندی القایی استفاده می‌کنند
- دارویی
- مواد غذایی
- غذا
- لبنیات
- نوشیدنی
- لوازم آرایشی، بهداشت و زیبایی
- خودروهای نفتی محصولات
- شیمیایی
- کشاورزی و شیمی شیمی
- مراقبت از حیوانات و داروها
- لوازم ورزشی
- اسباب بازی‌های کودکان (خاک رس، حباب و غیره)
- خمیرها
- رنگها
- محصولات بازسازی منزل
- لوازم آلات موسیقی (پاک کننده‌ها، رزین‌ها، روان‌کننده‌ها، لاک زدن)
- دندانی
- وسایل کمکی برای شکار / ماهیگیری
- کمکهای رایانه ای / جوهرها
- مواد شوینده / لباسشویی
- تولید لوازم مغازه
- لوازم التحریر
- جوهر، رنگ، محصولات کربنی

## انواع سر دستگاه‌های آب بندی القایی آلومینیوم
انتخاب سر آب بندی مناسب برای هر پروژه به اندازه بسته شدن و سرعت کار خط تولید بستگی دارد. دو نوع متداول سر دستگاه‌های آب بندی القایی، سرهای تخت و تونلی هستند.

### سر آب بندی تخت
سرهای آب بندی القایی تخت می‌توانند به‌طور گسترده‌ای میدان الکترومغناطیسی تولید شده توسط سیم پیچ القایی را پخش کنند؛ بنابراین آنها برای اندازه‌های بزرگتر کلاه مناسب هستند.
مزایا:
- می‌تواند طیف گسترده‌ای از اندازه کلاه را در خود جای دهد.
- تغییر در اندازه کلاهک نیازی به تغییر در سر آب بندی ندارد.

معایب:
- میدان الکترومغناطیسی کمتر متمرکز می‌شوند.
- اگر کانتینرها به درستی در مرکز قرار نگیرند، می‌تواند باعث آب بندی ناسازگار می شود.

### سر آب بندی تونل
این سرهای آب بندی می‌توانند یک میدان الکترومغناطیسی متمرکز از بالا و دو طرف یک محفظه را فراهم کنند.
مزایا:
- این جریان یکنواخت را به بسته می‌کند که مهر و موم‌های سازگارتر را فراهم می‌کند.
- این یک میدان عمیق‌تر است که می‌تواند بسته شدن ضخیم‌تر یا کسانی که دارای آستر فرورفته است.

معایب:
- فقط می‌تواند چند پایان گردن را در خود جای دهد.